# 桑折藩
桑折藩（こおりはん）は、江戸時代の無城の藩の一つである。現在の福島県伊達郡桑折町に陣屋を置いた。

## 概要
藩主は奥平氏系の松平家（奥平松平家）で、徳川家康の女婿・奥平信昌の孫・松平忠弘の養子となった松平忠尚を藩祖とする。家格は帝鑑間詰譜代大名。
有望な実子の無い忠弘に直系の孫忠雅が生まれたため、元禄元年（1688年）、養子の忠尚に新田分2万石（白河新田藩）が分与されたのが本藩の始まりである。その後、本家の福山転封に伴い、桑折の地に独自の陣屋（桑折陣屋）を置いて桑折藩としての統治を開始した。松平忠恒の代の延享4年（1747年）に上野篠塚に転封となり、桑折藩は廃藩となった。忠恒は短期間に篠塚・上里見・小幡と上野国内を転々とするが、最終的に小幡の地に落ち着いて明治維新まで続いた。
その後、この地は幕府領となり、桑折には幕府の代官所が置かれた。

## 歴代藩主

### 奥平松平家
譜代。
1. 忠尚
2. 忠暁
3. 忠恒